# Harald Wullt
Harald Wullt, född den 14 juni 1883 i Helsingborg, död den 16 mars 1979 i Ängelholm, var en svensk jurist.
Wullt avlade mogenhetsexamen 1902, juridisk-filosofisk examen vid Lunds universitet 1903 och juris utriusque kandidatexamen där 1909. Han genomförde tingstjänstgöring i Färs domsaga 1909–1912 och var tillförordnad domhavande 1912–1919. Wullt blev vice häradshövding sistnämnda år. Han var vattenrättssekreterare i Västerbygdens vattendomstol 1919–1923, adjungerad ledamot i Göta hovrätt 1923–1924, tillförordnad domhavande 1924–1928, häradshövding i Härjedalens domsaga 1928–1938 och i Ölands domsaga 1938–1950.  Wullt publicerade Tingsställen på Öland (1948), Om den medeltida juridiska indelningen av Öland och om de forna häradshövdingarna därstädes (1961). Han blev riddare av Nordstjärneorden 1935 och kommendör av andra klassen av samma orden 1949. Wullt vilar på Ängelholms kyrkogård.